# 토니 자일러
토니 자일러(독일어: Toni Sailer)로 잘 알려진 안톤 엥겔베르트 자일러(독일어: Anton Engelbert Sailer, 1935년 11월 17일~2009년 8월 24일)는 오스트리아의 알파인 스키인이다. 20세의 나이에 1956년 하계 올림픽에 출전해 활강, 회전, 대회전 종목 모두 우승하며 올림픽 3관왕에 올랐다. 이후 1958년 세계 선수권 대회에 출전해 금메달 3개, 은메달 1개를 획득했으며 선수 은퇴 후 배우로 활동했다.